# Kolonia Osiek (Białuty)
Kolonia Osiek – część wsi Białuty w Polsce, położona w województwie mazowieckim, w powiecie warszawskim zachodnim, w gminie Błonie. Leży na południe od centrum Białutów, nad rzeką Utratą. Graniczy od południa z miastem Błonie.

## Historia
Kolonia Osiek była do 1954 kolonią wsi Osiek, od 1867 wieś w gminie Pass w powiecie błońskim. 20 października 1933 weszła w skład gromady Wawrzyszew w granicach gminy Pass. Od 12 marca 1948 w powiecie grodziskomazowieckim, a od 1 lipca 1952 w powiecie pruszkowskim. Osiek tworzył odtąd samodzielną gromadę w granicach gminy Pass.
W związku z reformą administracyjną państwa jesienią 1954 część gromady Osiek na południe od Utraty (czyli wieś Osiek) włączono do miasta Błonia, natomiast część na północ od Utraty (a więc obecna Kolonią Osiek) włączono do gromady Leszno. 31 grudnia 1959 kolonię Osiek (a także wieś Białuty) wyłączono z gromady Leszno i włączono do gromady Błonie w tymże powiecie. Tam przetrwała do końca 1972 roku, czyli do kolejnej reformy gminnej. 1 stycznia 1973 w powiecie pruszkowskim utworzono gminę Błonie, w skład której weszły Białuty i Kolonia Osiek. 
W latach 1975–1998 miejscowość należała administracyjnie do województwa warszawskiego. Od 1999 gmina Błonie leży w powiecie warszawskim zachodnim w woj. mazowieckim.